# Smęgorzyno
Smęgorzyno (kaszb. Smãgòrzëno, niem. Smengorschin) – osiedle na zachodzie Gdańska, wchodzące w skład dzielnicy Kokoszki. Znajduje się na turystycznym szlaku Kartuskim.

## Historia
Nazwy Smęgorzyna na przestrzeni wieków: Smangorsin (1394), Smengorschin, Smęgorzyno (1648), Smogorzyno (1710), Smangrzin (koniec XVIII wieku), Smęgorzyn (okres międzywojenny).
W 1570 wieś szlachecka, posiadali ją Krzysztof Borkowski i Grzegorz Smengorzyński, położona była w drugiej połowie XVI wieku w powiecie gdańskim województwa pomorskiego. 
W 1885 liczyło 10 domów, 21 dymów, 109 mieszkańców (97 katolików i 12 ewangelików). Zatrudnienie hodowlą owiec i krów oraz w mleczarni.
Smęgorzyno zostało przyłączone w granice administracyjne miasta w roku 1973. Należy do okręgu historycznego Wyżyny.